# Fundação Pão dos Pobres
A Fundação O Pão dos Pobres de Santo Antônio é uma instituição filantrópica e educativa dos irmãos Lassalistas, localizada na cidade de Porto Alegre, Brasil.

## História
O local antigamente era o arraial da Baronesa de Gravataí, e o arroio Dilúvio fazia a volta por trás de área. Quando o arraial incendiou, em 1875, a área foi aterrada e o arroio canalizado para o leito que ocupa hoje, no meio da avenida Ipiranga. Em 1895 o vigário da Catedral José Marcelino de Souza Bittencourt iniciou uma campanha de arrecadação de fundos para a construção de um abrigo para viúvas pobres, adquirindo nesta área um terreno em 1900. Nesta época a iniciativa tinha o nome de Pia União do Pão dos Pobres de Santo Antônio. A pedra fundamental foi lançada em 1904, com projeto de Affonso Hebert, e pouco depois iniciava a construção de duas escolas, uma para meninos e outra para meninas, inauguradas em 1910.
Com a morte de Bittencourt em 1911 o projeto entrou em recesso. Foi nomeado então, pelo bispo diocesano, o cônego José Cordeiro da Silva para retomar as obras. Ele mudou a destinação inicial, inaugurando um orfanato em 2 de abril de 1916 com capacidade para 40 meninos, em regime de internato. O estabelecimento foi entregue para a administração dos irmãos Lassalistas e logo foi reconhecido como de utilidade pública. Na década de 1920 passou a entrar no interesse dos irmãos possibilitar uma educação de jovens voltada para a cidadania integral, e por isso era importante que recebessem uma formação profissionalizante a fim de eventualmente ganharem independência e ao mesmo tempo pudessem colaborar na melhoria da sociedade. Foram introduzidos no currículo cursos técnicos como tipografia, funilaria e sapataria, ao lado de conhecimentos gerais. Também era enfatizada uma sólida educação moral com base nos princípios católicos. Num dos boletins da entidade, publicado em 1925, era declarado: 

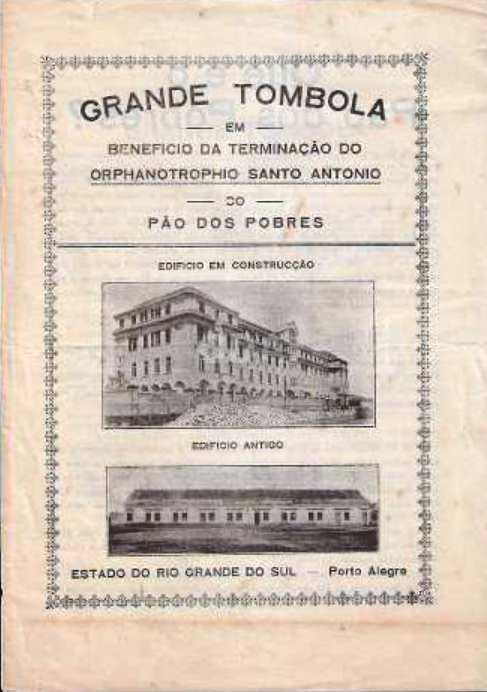
Campanha de arrecadação de fundos para finalizar o novo edifício do Pão dos Pobres. Na imagem inferior, o edifício primitivo.

"[São] recolhidos sob a égide piedosa das virtudes cristãs, educados no culto do bem e no respeito de Deus, para serem cidadãos úteis à pátria. Aprenderam ali um ofício, e mais do que isso, o valor do trabalho. Todos eles, ao saírem armados para enfrentar a vida, já levam o seu pecúlio, fruto da própria atividade. Assim, ao lado da educação profissional, receberam pelo exemplo a educação moral sobre que a primeira se há de amparar para produzir bons frutos".
Como aumentassem rapidamente os pedidos para novas admissões, foi decidida a construção de uma sede maior, o presente edifício, iniciado em 1925. O projeto inicial foi do engenheiro Hipólito Fabre, com a colaboração do irmão Júlio. O orçamento foi considerado alto demais e os irmãos requisitaram que fossem feitas mudanças, e Fabre abandonou o projeto. Um novo projeto foi então elaborado por Joseph Franz Lutzenberger, com capacidade para receber 250 jovens, inaugurado em 13 de junho de 1930 com a presença do presidente do estado, Getúlio Vargas. Em 1932 foi instalada em anexo uma nova escola para alunos externos.
O prédio principal tem um estilo eclético sóbrio, com influência da arquitetura alemã. O edifício tem quatro pavimentos, com um grande corpo central e duas alas laterais que se projetam um pouco à frente. O térreo se estrutura numa série de aberturas em arco, e os dois pisos acima possuem janelas retangulares, separadas por pilastras lisas, e uma cornija destacada. Arremata a construção um último pavimento, mais baixo, mas que segue o esquema dos dois pisos inferiores. Ao centro do conjunto um grande frontispício se ergue atravessando todos os pavimentos, terminando acima do plano do teto, num frontão triangular com arco redondo embutido, onde está instalado um grupo escultórico representando Santo Antônio distribuindo pães a crianças pobres, provavelmente criado pelo escultor Alfred Adloff. Aos lados, dois florões, e atrás do frontão se eleva um pequeno campanário.
Parte do muro e o portal do antigo solar da Baronesa de Gravataí foram preservados e integrados ao complexo. O prédio foi incluído pela Prefeitura Municipal no Inventário dos Bens Imóveis de Valor Histórico e Cultural e de Expressiva Tradição em 1982. Foi tombado em 2012. Em 2014 um incêndio consumiu parte da capela, destruindo o telhado e parte do interior, mas o altar sobreviveu. Em 2017 começaram obras de restauro em todo o prédio, sendo entregue a primeira etapa em 2023 como parte da comemoração dos 128 anos da instituição.

## Atividades

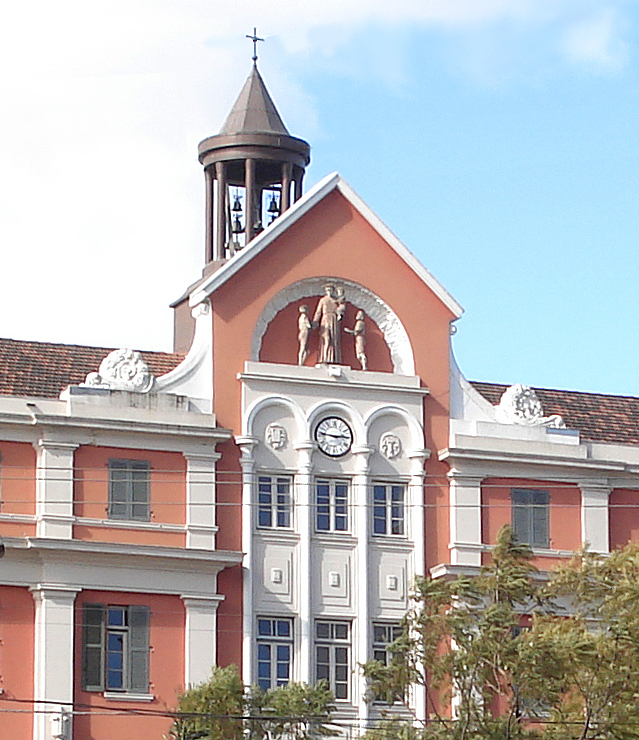
Detalhe do frontão

O Pão dos Pobres é uma fundação filantrópica legalmente constituída desde 1928. É mantido por doações de pessoas físicas e jurídicas, trabalho de voluntários, convênios com os governos municipal e estadual e rendas de aluguel de imóveis recebidos por meio de doações e inventários. Sua missão declarada é "o atendimento de crianças e adolescentes em situação de risco e vulnerabilidade sociais, potencializando o seu desenvolvimento integral, numa perspectiva solidária construída por meio de práticas socioassistenciais". A instituição educa cerca de 1,4 mil crianças e adolescentes em estado de vulnerabilidade, sendo que em 2023 80 eram internos.
Oferece escola de ensino básico, um centro de educação profissional de nível básico e técnico, e um programa de educação através do trabalho assistido, em parceria com o SENAI. Em 2007 o Programa Monumenta criou na fundação uma oficina de marcenaria e carpintaria para os jovens a fim de desenvolver mão de obra qualificada para a restauração de edificações históricas. Além da prática da restauração em madeira, os jovens receberam instrução em leitura de projeto, informática, história da arte e arquitetura, e conservação de patrimônio. No centro de educação profissional em 2018 eram oferecidos os cursos de assistente administrativo, eletromecânica de elevadores, gastronomia, informática básica, manutenção de computadores, desenvolvimento web, marcenaria, mecânica automotiva, música instrumental, serralheria e informática para o mercado de trabalho. Em 2020 foi feita uma parceria com o Governo do Estado para a inclusão no Programa Sustentare, projeto que visa dar destinação adequada a resíduos eletroeletrônicos de órgãos e entidades, passando a receber equipamentos com possibilidade de recuperação para fins de doação.
Segundo Ana Paula Madruga, "o Pão dos Pobres de Santo Antônio foi uma escola que inovou no campo educacional de sua época, por associar ao ensino básico o aprendizado de um ofício. Começava, então, a ser construído um novo cidadão e, em conseqüência, a categoria cidadania começava a ter um novo sentido". Uma pesquisa elaborada pela Revista Época e pelo Instituto Doar incluiu o Pão dos Pobres na lista das 100 melhores organizações sociais do Brasil. Em 2019 a presidente da Câmara Municipal, vereadora Mônica Leal, disse que o Legislativo se orgulha que a cidade possa contar com uma instituição tão importante para as áreas de educação e assistência social: "Estamos falando de um trabalho centenário de dedicação ao acolhimento de muitas crianças e adolescentes. Pelos resultados que alcança e com as transformações sociais que realiza, parabenizamos a todos que ajudam a manter essa estrutura tão maravilhosa. Um verdadeiro patrimônio da capital". Em 2023 mais de 90 mil jovens já haviam sido atendidos pela fundação.
Os principais projetos da instituição são: 
- CATI —  Centro de Atendimento Integral: em regime de apoio socioeducativo, atende a crianças e adolescentes de 6 a 15 anos, visando a proteção integral, o direito à infância e o exercício efetivo da cidadania numa busca contínua no trabalho de formação integral. O foco pedagógico se dá no campo lúdico e relacional com a oferta de oficinas complementares nas áreas cultural, artística, desportiva e social.

- CEP — Centro de Educação Profissional: formar cidadãos e profissionais para o mundo do trabalho é o objetivo principal do CEP. Atualmente, atende nos cursos técnicos e cursos profissionalizantes a mais de 550 adolescentes e jovens, a partir de 16 anos, em vulnerabilidade social e situação de violação de direitos. O CEP desenvolve seus cursos embasados no Programa da Lei da Aprendizagem (Decreto nº 5.598/2005).

- POD — Programa de Oportunidades e Direitos Socioeducativo: tem como objetivo ajudar a prevenir a violência e reduzir a reincidência do ato infracional entre os egressos da Fundação de Atendimento Socioeducativo (Fase). O Pão dos Pobres atende o Eixo II do Programa, que prevê apoio e acompanhamento ao jovem e à sua família, inserção social e no mercado de trabalho, por meio da inclusão em oficinas e nos cursos profissionalizantes.

- Acolhimento Institucional: são quatro unidades de acolhimento institucional. Cada casa abriga 20 crianças e adolescentes. Esses jovens foram afastados de familiares ou responsáveis por decisão da Justiça. Enquanto estão sob os cuidados da instituição, as crianças e adolescentes frequentam a escola, serviços de apoio socioeducativo, recebem atendimento de saúde, praticam atividades esportivas, de recreação e de lazer.

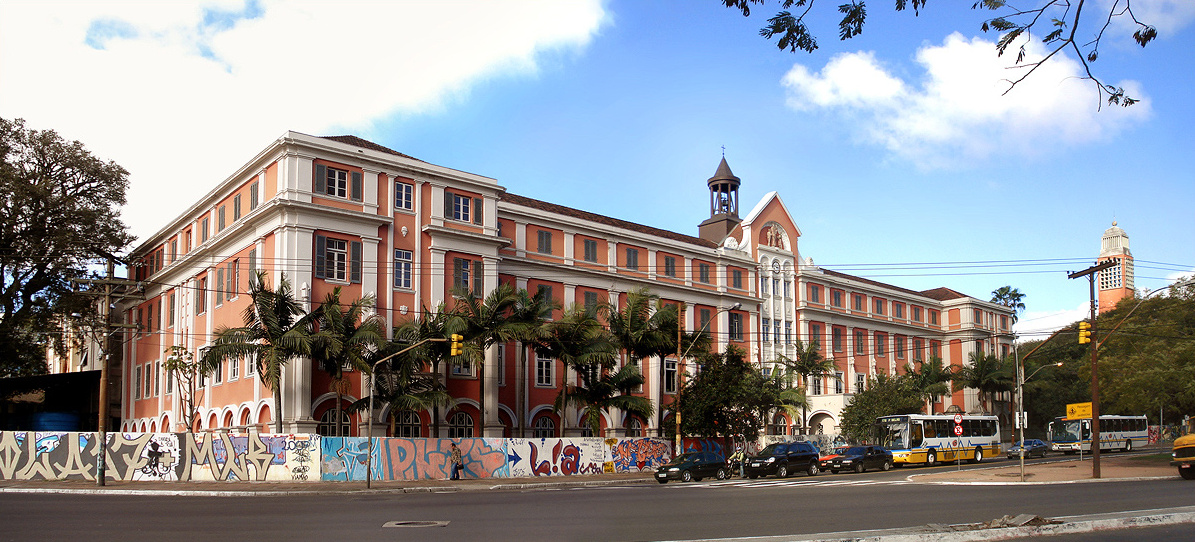
Fundação O Pão dos Pobres de Santo Antonio, em 2007.